# 芭比夢幻仙境之魔法彩虹
《芭比夢幻仙境之魔法彩虹》（英語：Barbie Fairytopia: Magic of the Rainbow）是环球影业於2007年3月13日發售的錄影帶首映動畫作品。該作為芭比動畫系列的第10部電影，也是《芭比之夢幻仙境》系列的第三部作品。
台灣於2007年4月6日以DVD和VCD的形式由時代娛樂股份有限公司代理發行，2010年12月3日又由得利影視股份有限公司再版發行。香港於2007年4月14日由洲立影視有限公司代理發行DVD和VCD。中国大陆由中国录音录像出版总社出版发行DVD和VCD，之后DVD由新汇集团上海声像出版社有限公司再版发行。

## 劇情
愛莉娜在打敗露雲娜，拯救了夢幻仙境後，她被守護天使的艾絲雅選中為學員，讓她到水晶宮殿去跟他們學習春天飛行之舞，創造出春天的第一道彩虹，賦予夢幻仙境全新的生命力。然而被囚禁在沼澤地的露雲娜得知這個消息後，企圖破壞仙子們釋放魔法彩虹，她派麥斯去監視愛莉娜的一切動向。愛莉娜在水晶宮殿與同為學員的林登和歌麗成為了好朋友，可桑芭絲卻很瞧不起她，認為她在拯救了夢幻仙境後就自以為是英雄。露雲娜讓麥斯假扮成她的模樣留在沼澤地，自己偽裝成跛足的可憐蟾蜍去博得愛莉娜的同情，誘騙愛莉娜使用咒語將她從禁錮中解放出來，并恢復了原來的麵貌。愛莉娜無意釋放了露雲娜，她跟林登去追趕露雲娜的時候，遇到了桑芭絲和她的夥伴們一起在玩飛盤，桑芭絲去撿飛盤的時候被露雲娜囚禁在河裡，露雲娜則變成了桑芭絲的樣子。愛莉娜把自己放走露雲娜的事告訴了艾絲雅和杜馬林，杜馬林並不相信愛莉娜的話，并用監視水晶看到露雲娜依然還被囚禁在沼澤地中。艾絲雅為了安全起見，讓學員們輪流守夜，第一輪讓愛莉娜和假扮成桑芭絲的露雲娜一起守夜。愛莉娜在守夜過程中回了一趟房間，發現露雲娜留了一封信給她，讓她去打敗她的地方找她。愛莉娜為了獨自面對露雲娜，單槍匹馬前去赴約。愛莉娜在約定的地方並沒有等到露雲娜，反而林登找到了她，并告訴她艾絲雅和其他守護天使被毒倒了。原來，露雲娜支開愛莉娜，讓麥斯潛入水晶宮殿用蛤蟆毒液給守護天使們下了毒，守護天使因為失去知覺而無法創造出春天的第一道彩虹，這樣就會使整個夢幻仙境面臨十年的寒冬。
仙后出現在諸位學員面前，鼓勵他們要堅強起來，不要失去信心，創造出春天的第一道彩虹只能靠他們了，並由仙后親自來教導他們。一切準備就绪後，七個學員成功創造出了春天的蓓蕾，在儀式進行的過程中，愛莉娜發現了偽裝成桑芭絲的露雲娜，如果不是真正的桑芭絲，那整個儀式就不能完成。愛莉娜飛離了儀式，到處去找桑芭絲。她想起桑芭絲是火光仙子，肯定會被露雲娜關在水裡。愛莉娜把桑芭絲從水中救了出來，把她帶到儀式揭發了露雲娜假扮桑芭絲的事。露雲娜現出本相，脅迫仙后只要她交出夢幻仙境的王位就會放過春天的蓓蕾，仙后答應了露雲娜的要求，并走進了露雲娜給她準備的魔法牢籠。露雲娜得逞後卻出爾反爾，用邪惡魔法攻擊春天的蓓蕾，使蓓蕾瞬間枯萎了。天空頓時烏雲密佈，漸漸飄起了雪花。愛莉娜挺身而出，阻止露雲娜繼續破壞春天的蓓蕾，其他學員為了幫助愛莉娜，紛紛把自己的力量都集中在愛莉娜身上，愛莉娜獲得力量後釋放出彩虹光束消滅了露雲娜。為了挽救春天的蓓蕾，七個學員手牽手圍着春天的蓓蕾轉圈，并給蓓蕾灌注魔法，蓓蕾成功恢復原狀并開花釋放出無數的彩蝶。彩蝶集中在花底，使開放的蓓蕾向上空釋放出一道魔法彩虹擊破了烏雲，讓春天降臨在了整個夢幻仙境。七個學員因此而光榮的畢業，還受到了仙后的嘉獎和守護天使們的讚賞。愛莉娜和咇寶告別了大家，重返自己的家園。

## 配音員
| 角色                   | 英語原聲          | 國語配音 | 國語配音 | 國語配音 |
| 角色                   | 英語原聲          | 中国大陆 | 台湾     | 广东话   |
| ---------------------- | ----------------- | -------- | -------- | -------- |
| 愛莉娜（Elina）        | 凱莉·謝里丹       | 锺薇     | 李直平   | 潘芳芳   |
| 艾絲雅（Azura）        | 维努斯·特雷佐     | 周莹     | 王華怡   | 杜雯惠   |
| 露雲娜（Laverna）      | 凱斯琳·巴爾       | 谢佳     | 孫若瑜   | 邵美君   |
| 咇寶（Bibble）         | 李·托克卡         | 原聲     | 原聲     | 原聲     |
| 狄絲（Dizzle）         | 凱西·薇瑟樂克     | 原聲     | 原聲     | 原聲     |
| 麥斯（Fungus Maximus） | 克里斯托弗·賈茲   | 张立昆   | 林協忠   | 龔國強   |
| 法班（Faban）          | 阿利斯塔爾·阿貝爾 | 黎泓和   | 夏治世   | 關信培   |
| 歌麗（Glee）           | 拉莱妮娅·林贝赫格 | 周筠     | 郭馨雅   | 柯嘉琪   |
| 林登（Linden）         | 安德鲁·弗朗西斯   | 赵威     | 陳進益   | 陳仕文   |
| 希瑪（Shimmer）        | 安卓亞·李柏曼     | 李霞     | 鄭仁君   | 麥智鈞   |
| 仙后（Enchantress）    | 南希·索里爾       | 李俊英   | 鄭仁君   | 郭碧珍   |
| 丹莉安（Dandelion）    | 塔碧莎·卓曼       | 赵冰冰   | 錢欣郁   | 蘇青鳳   |
| 露米娜（Lumina）       | 莎芙隆·亨德森     | 苏柏丽   | 錢欣郁   | 楊淑敏   |
| 黃水晶（Topaz）        | 塔碧莎·卓曼       | 温畅     | 姜瑰瑾   | 余文詩   |
| 特耳菲（Delphine）     | 妮可·奧利佛       | 赵冰冰   | 姜瑰瑾   | 杜雯惠   |
| 桑芭絲（Sunburst）     | 莎伦·亚历山大     | 樊维思   | 許雲雲   | 張雅麗   |
| 杜馬林（Tourmaline）   | 皮特·纽           | 谭王鸿   | 孫誠     | 李建良   |
| 蘑菇頭（Fungus）       | 李·托克卡         | 赵威     | 夏治世   | 李忠強   |
| 精靈 #1（Pixie #1）    | 维努斯·特雷佐     | 黄诗琦   | 孫若瑜   | 蘇青鳳   |
| 精靈 #2（Pixie #2）    | 安卓亞·李柏曼     | 苏柏丽   | 許雲雲   | 郭碧珍   |

## 配音譯製人員
中国大陆國語版工作人員
- 翻译：杨耀泰
- 导配：蔡济生
- 混音：黎志雄
- 统筹：关惠霞
- 录制：创声配音制作有限公司

廣東話版工作人員
- 翻譯：楊耀泰
- 導配：謝月美
- 混音：黎志雄
- 統籌：關惠霞
- 錄製：創聲配音製作有限公司

台灣國語版工作人員
- 翻譯：蕭澤翎
- 聲音導演：孫世憶
- 錄音師：林啓榮
- 混音師：黃年永
- 技術總監：陳國偉
- 錄製：偉憶數位科技股份有限公司

## 備註
1. 1 2  依照芭比之夢幻仙境系列電影故事發生的時間次序。
2. 1 2  依照芭比系列電影上映次序。

## 資料來源
1. ↑  . 2022-01-09  [2022-01-09]. （原始内容存档于2022-01-09）.
2. ↑  . 2022-01-09  [2022-01-09]. （原始内容存档于2022-01-11）.
3. ↑  . 2022-01-09  [2022-01-09]. （原始内容存档于2022-01-09）.
4. ↑  . 2022-01-09  [2022-01-09]. （原始内容存档于2022-01-09）.

## 外部連結
- 《芭比夢幻仙境之魔法彩虹》 （页面存档备份，存于） - 環球影業家庭娛樂（英文）
- 在Netflix上觀看《芭比夢幻仙境之魔法彩虹》
- 互联网电影数据库（IMDb）上《芭比夢幻仙境之魔法彩虹》的资料（英文）
- 豆瓣电影上《芭比夢幻仙境之魔法彩虹》的資料 （简体中文）
- AllMovie上《芭比夢幻仙境之魔法彩虹》的资料（英文）
- 爛番茄上《芭比夢幻仙境之魔法彩虹》的資料（英文）